# Écouis
Écouis település Franciaországban, Eure megyében. Lakosainak száma 849 fő (2022. január 1.). Écouis Bacqueville, Houville-en-Vexin, Mesnil-Verclives, Frenelles-en-Vexin, Touffreville és Val d'Orger községekkel határos.

## Népesség
A település népességének változása:
| Lakosok száma | 781  | 700  | 714  | 752  | 826  | 828  | 816  | 816  | 818  | 849  |
|               | 1968 | 1982 | 1990 | 2006 | 2013 | 2015 | 2017 | 2019 | 2020 | 2022 |